# Pont de Namhae
 (juillet 2020).
Si vous disposez d'ouvrages ou d'articles de référence ou si vous connaissez des sites web de qualité traitant du thème abordé ici, merci de compléter l'article en donnant les références utiles à sa vérifiabilité et en les liant à la section « Notes et références ».
Le pont Namhae (남해도) est un pont suspendu qui relie Hadong Noryang (하동 노량) et Namhae Noryang (남해 노량), en Corée du Sud et plus précisément dans la province de Gyeongsang du Sud. 
Le pont, achevé le 22 juin 1973, a une longueur totale de 660 mètres, le pont fait également 80 mètres de hauteur et a une longueur de travée maximale de 404 mètres. 
Le pont dispose d'un système de surveillance en temps réel installé pour surveiller ses performances et est donc sécurisé.